# Pont-Farcy
Pour les articles homonymes, voir Pont (toponyme).
Pont-Farcy est une ancienne commune française, devenue le 1er janvier 2018 une commune déléguée au sein de la commune nouvelle de Tessy-Bocage. Elle est située à compter de cette date dans le département de la Manche en région Normandie.
Elle était de la Révolution à 2017 dans le département du Calvados.
Depuis janvier 2020, le conseil municipal s'est prononcé pour la suppression du statut de commune déléguée.

## Géographie

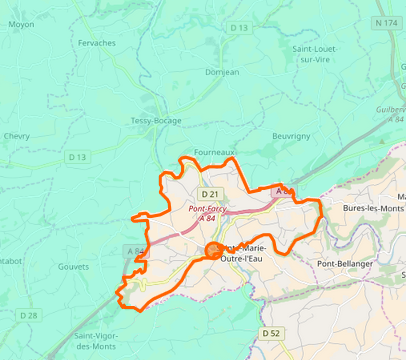
Pont-Farcy et la Manche

La commune est aux confins du Bocage virois et du pays saint-lois, sa situation dans l'arrondissement de Saint-Lô depuis 2018 privilégiant le classement dans le second pays. Son bourg est à 5 km au sud-est de Tessy-sur-Vire, à 14 km au sud-ouest de Torigni-sur-Vire, à 17 km au nord-est de Vire et à 18 km au nord-est de Villedieu-les-Poêles.
Pont-Farcy est dans le bassin de la Vire qui séparait du sud au nord Pont-Farcy de son ancienne commune associée, Pleines-Œuvres, à l'est. Quelques affluents parcourent le territoire communal dont le principal est la Gouvette qui rejoint le fleuve côtier en rive gauche sur le territoire de Sainte-Marie-Outre-l'Eau après avoir fait fonction de limite au sud du bourg. Le ruisseau de Beaucoudray et le Tison marquent quant à eux la limite départementale, respectivement au nord-ouest et au nord.
Le point culminant (253 m) se situe en limite sud-ouest, près du lieu-dit les Monts. Le point le plus bas (39 m) correspond à la sortie de la Vire du territoire, au nord-ouest. La commune est bocagère.
| Tessy-sur-Vire (comm. nouv. de Tessy-Bocage) | Fourneaux                           | Beuvrigny, Guilberville (comm. nouv. de Torigny-les-Villes)    |
| Gouvets                                      | Pont-Farcy                          | Bures-les-Monts (comm. nouv. de Souleuvre en Bocage, Calvados) |
| Saint-Vigor-des-Monts                        | Sainte-Marie-Outre-l'Eau (Calvados) | Pont-Bellanger (Calvados)                                      |

## Toponymie
Le toponyme est attesté sous la forme Pons Falsi en 1278. 
Il s'agit d'une formation toponymique médiévale en Pont-. Il est suivi d'un élément -Farcy qui divise les toponymistes : 
- nom d'une agglomération antérieure[4] ;
- l'anthroponyme roman Fericius[5].

Le gentilé est Farcy-Pontain.

## Histoire
Pont-Farcy est chef-lieu de canton sous la Révolution. Le canton est supprimé lors du redécoupage de l'an IX.
Lors de la Seconde Guerre mondiale, Pont-Farcy est libérée le 2 août 1944 par la 35e division d’infanterie américaine.
En 1973, Pont-Farcy absorbe Pleines-Œuvres, à l'est de son territoire, qui garde le statut de commune associée.
En 2017 est créée la commune de Noues de Sienne, création provoquée par la loi de réforme des collectivités territoriales. Le projet initial prévoyait d'y intégrer l'ensemble de l'Intercom séverine, mais face à l'opposition de la municipalité de Landelles-et-Coupigny, Pont-Farcy ne peut rejoindre la commune nouvelle, n'étant pas contigüe aux autres communes. La municipalité opte alors pour un rapprochement avec Tessy-Bocage qui se situe dans le département voisin. Préalablement à cette fusion les limites départementales sont modifiées par décret du 26 décembre 2017 : le territoire communal est rattaché au département de la Manche le 1er janvier 2018.
Pont-Farcy intègre à la même date la commune nouvelle de Tessy-Bocage. Cependant, la carte électorale n'ayant pas été redessinée, Pont-Farcy reste rattachée à la 6e circonscription du Calvados (Vire-Evrecy). Le statut de commune associée de Pleines-Œuvres n'est pas transformé en commune déléguée et la commune associée perd de ce fait à cette date son existence légale. Le code Insee spécifique de la commune déléguée, créé pour la circonstance, est 50649.

## Politique et administration
| Période                                  | Période        | Identité                 | Étiquette | Qualité                |
| ---------------------------------------- | -------------- | ------------------------ | --------- | ---------------------- |
| …1867                                    |                | Pierre François Le Brun  |           |                        |
| …1868                                    |                | Guillaume François Paris |           |                        |
|                                          |                | Jules Guezet             |           |                        |
|                                          |                |                          |           |                        |
|                                          |                | Pierre François Le Brun  |           |                        |
|                                          | juillet 1991   | André Costil             |           | Minotier               |
| 1991                                     | septembre 2001 | Claude Hue               | SE        | Agriculteur            |
| septembre 2001                           | avril 2014     | Alain Deguette           | SE        | Commerçant             |
| avril 2014                               | décembre 2017  | Christian Baude          | SE        | Retraité de la Défense |
| Les données manquantes sont à compléter. |                |                          |           |                        |

Le conseil municipal était composé de quinze membres, dont le maire et deux adjoints. Ces conseillers intègrent au complet le conseil municipal de Tessy-Bocage le 1er janvier 2018 jusqu'en 2020 et Christian Baude devient maire délégué.

### Enseignement
Pont-Farcy dispose de l'école élémentaire publique des Bords de la Vire. Pour l'enseignement secondaire, la commune est dans le secteur d'affectation du collège Jean-Vilar à Saint-Sever-Calvados situé à une quinzaine de kilomètres. Toutefois, sur dérogation de carte scolaire, la majorité des entrées en sixième s'effectue au collège Raymond-Queneau à Tessy-sur-Vire dans le département voisin de la Manche à seulement six kilomètres de Pont-Farcy.

### Politique sociale
La Maison d’accueil rurale pour personnes âgées (MARPA) du Jardin secret a vu le jour en 2012, au sein d'un bâtiment contemporain labellisé Très haute performance énergétique.

## Démographie
En 2018, la commune comptait 544 habitants. Depuis 2004, les enquêtes de recensement dans les communes de moins de 10 000 habitants ont lieu tous les cinq ans (en 2004, 2009, 2014, etc. pour Pont-Farcy) et les chiffres de population municipale légale des autres années sont des estimations. 
Pont-Farcy a compté jusqu'à 1 093 habitants en 1846. À Pleines-Œuvres, la population maximale est atteinte en 1851 (524 habitants).
| 1793 | 1800 | 1806 | 1821 | 1831 | 1836 | 1841  | 1846  | 1851  |
| ---- | ---- | ---- | ---- | ---- | ---- | ----- | ----- | ----- |
| 900  | 773  | 922  | 907  | 909  | 950  | 1 000 | 1 093 | 1 003 |

| 1856 | 1861 | 1866 | 1872 | 1876 | 1881 | 1886 | 1891 | 1896 |
| ---- | ---- | ---- | ---- | ---- | ---- | ---- | ---- | ---- |
| 958  | 912  | 943  | 883  | 835  | 830  | 768  | 780  | 745  |

| 1901 | 1906 | 1911 | 1921 | 1926 | 1931 | 1936 | 1946 | 1954 |
| ---- | ---- | ---- | ---- | ---- | ---- | ---- | ---- | ---- |
| 710  | 671  | 650  | 639  | 671  | 680  | 662  | 635  | 594  |

| 1962 | 1968 | 1975 | 1982 | 1990 | 1999 | 2004 | 2009 | 2014 |
| ---- | ---- | ---- | ---- | ---- | ---- | ---- | ---- | ---- |
| 801  | 766  | 613  | 534  | 487  | 512  | 517  | 527  | 543  |

| 2018 | - | - | - | - | - | - | - | - |
| ---- | - | - | - | - | - | - | - | - |
| 544  | - | - | - | - | - | - | - | - |

## Économie
Aux XVIe et XVIIe siècles, la commune était un centre horloger réputé. Les horloges appelées «  Les demoiselles de Pont-Farcy » étaient célèbres.
Le tourisme est aujourd'hui actif par l'existence d'un camping municipal trois étoiles de soixante emplacements.
La commune est traversée par l'autoroute A84, accessible directement depuis son échangeur no 39. La commune auparavant traversée par la RN 175 était très active et comptait de très nombreux commerces dans les années 1970[réf. nécessaire] : deux coiffeurs, deux boucheries, une charcuterie, trois épiceries, une presse un magasin de vêtements, deux cordonniers, un hôtel et un restaurant, un magasin de meubles, deux stations services, une poste, une presse, une droguerie, deux quincailleries.

## Lieux et monuments

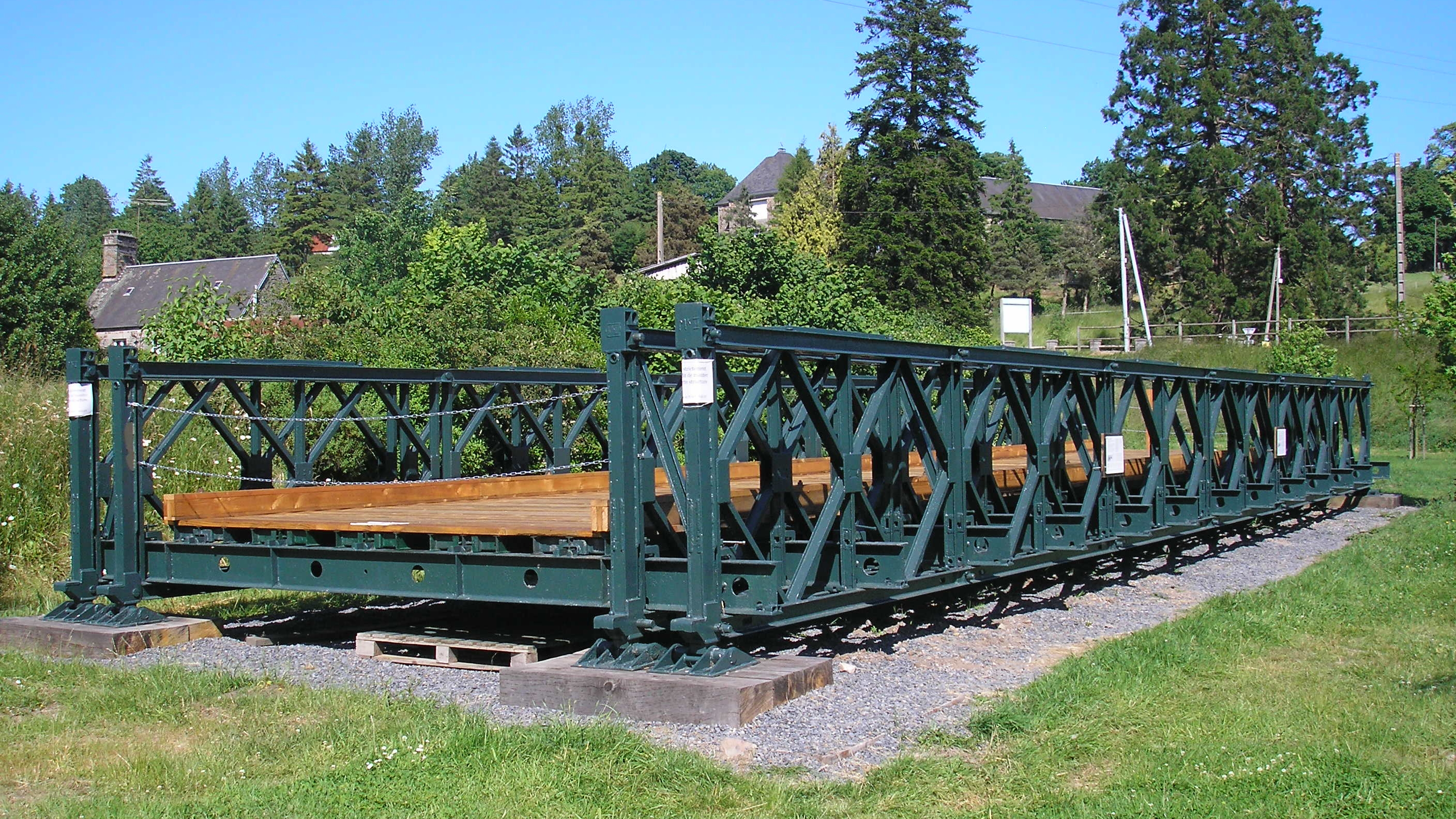
Le pont Bailey.

- Église Saint-Jean-Baptiste du XVIIe siècle.
- Mairie du XIXe siècle.
- Église Saint-Aubin de Pleines-Œuvres, perchée sur les gorges de la Vire.
- Pont Bailey, initialement sur la Vire, déposé sur un chemin de halage.

Pont-Farcy fut pendant un temps un arrière-port fluvial important. Les gabares remontaient de la chaux de Carentan, et redescendaient du granite et des céréales. L'ancien chemin de halage qui permettait aux chevaux de tracter les gabares naviguant sur la Vire, est aujourd'hui un chemin de randonnée reliant Pont-Farcy à Carentan, puis à la mer. À l'époque gallo-romaine, les conditions du trait de haute mer, plus élevé que de nos jours, laissent penser que la Vire devait être navigable au moins jusqu'à Pont-Farcy, aux confins de la cité de Cosedia.

## Activité et manifestations
- Vide-greniers (2e dimanche de mai).
- Fête communale annuelle, mi-août.
- Expositions d'art (photos, sculptures, peintures, gravures…) organisées par l'association Les Arts du Val de Vire.

## Personnalités liées à la commune

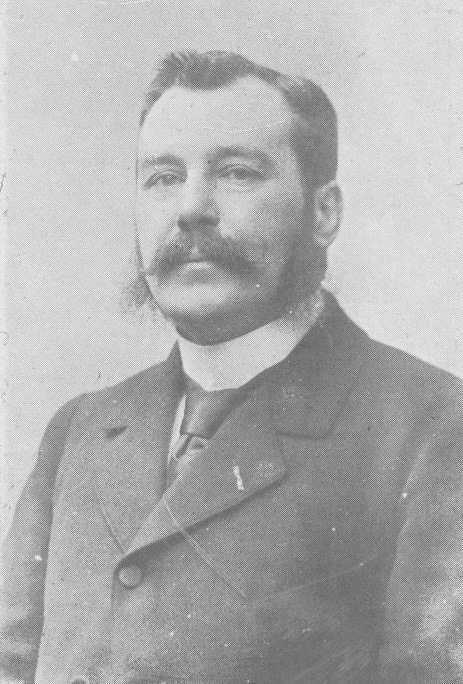
Jules Delafosse.

- Jules Delafosse (Pont-Farcy, 1841 - 1916), homme politique, député du Calvados de 1877 à 1898 et de 1902 à 1916[22].
- Francis Letellier (né à Vire en 1964) a passé son enfance à Pont-Farcy[23].

## Héraldique
| Blason de Pont-Farcy | Blason  | D'or fretté d'azur, au chef de gueules. |
| Blason de Pont-Farcy | Détails |                                         |